# Contea di Gilmer (Georgia)
La contea di Gilmer (in inglese Gilmer County) è una contea dello Stato della Georgia, negli Stati Uniti. La popolazione al censimento del 2000 era di 23 456 abitanti. Il capoluogo di contea è Ellijay.